# August Mälk
August Mälk (Koovi, 1900. október 4. – Stockholm, 1987. december 19.) észt író, politikus

## Élete
1923 és 1925 közt a Tartui Egyetem hallgatója volt, ezután visszatért Saaremaába, ahol tanárként dolgozott. A  lümandai általános iskola igazgatója volt. Első regényét, a Kesaliblik-et 1926-ban adta ki. 1933-ban vette feleségül Pauline Triipant, egy lánya született. 1935-ben komoly sikert aratott Õitsev Meri (A virágzó tenger) című regényével, amely egy halászfalu életét mutatta be. E munkája egy trilógia első kötete volt, a második rész címe Taeva Palge All (A mennyország arca alatt), a harmadiké Hea Sadam (A jó kikötő). Összesen 18 regénye mellett színdarabokat, novellákat, valamint két emlékiratot is írt. Több regényét német és finn nyelvre is lefordították. 
A politikába az 1930-as években kapcsolódott be. 1937-ben az Országos Alkotmányozó Nemzetgyűlés (Rahvuskogu) tagja volt. 1938-ban beválasztották a Képviselőházba (Riigivolikogu), ahol 1940-ig, Észtország szovjet inváziójáig szolgált. 1944-ben, az Észtország elleni második szovjet invázió idején Svédországba menekült. Stockholmban a Külföldi Észt Írószövetség (Välismaine Eesti Kirjanike Liit) elnöke volt annak 1945-ös alapításától 1982-ig. 
2000-ben az észt posta bélyeget bocsátott ki tiszteletére. 

## Munkái

### Regények
- Kesaliblik (1926)
- Õnnepagulane (1928)
- Hukkumine (1928)
- Läbi öö (1929)
- Kivine pesa (1932)
- Üks neistsinastest (1933)
- Surnud majad (1934)
- Õitsev meri (1935)
- Läänemere isandad (1936)
- Taeva Palgen all (1937)
- Kivid Tules (1939)
- Hea sadam (1942)
- Öised linnud (1945)
- Kodumaata (1947)
- Tea kaevule (two volumes, 1952–1953)
- Päike küla kohal (1957)
- Toomas Tamm (1959)
- Kevadine maa (1963)

### Rövid novellák, kisregények
- Surnu surm (1926)
- Anne-Marie (six short stories, 1927)
- Surnud elu (1929)
- Jutte lindudest (six children stories, 1934)
- Rannajutud (five short stories, 1936)
- Avatud värav. Lugu minevikust (1937)
- Mere tuultes (four short stories, 1938)
- Päike Kadunud. Jutte minevikust (five stories, 1943)
- Jumala tuultes. Viis jutustust (1949)
- Tuli sinu Isesüttiv (seven short stories, 1955)
- Jumalaga, meri! (1967)
- Project Victoria. Kuus lugu (1978)
- Tere, meri! (posztumusz kiadás, szerkesztette Aarne Vinkel, 1991)

### Színdarabok
- Moodne Cain (1930)
- Vaes mehe ututall (komédia, 1932)
- Neitsid lampidega (komédia, 1933)
- Isad tee (1934)
- Mees merelt (1935)
- Õitsev meri (Andres Särev nyomán, 1936)
- Vanakurja vokk (Paul Sepp nyomán, 1936)
- Õnnega hada (komédia, Kihulane Juhan álnév alatt, 1937)
- Sikud kaevul (komédia, 1938)
- Taeva Palgen all (Andres Särev nyomán, 1938)

### Memoárok
- Hommikust keskpäevani. Elupilte ja mälestusi (1972)
- Peale päevapööret. Mõtteid ja mälestusi (1976)

## Fordítás
- Ez a szócikk részben vagy egészben  az   August Mälk című angol Wikipédia-szócikk ezen változatának fordításán alapul.  Az eredeti cikk szerkesztőit annak laptörténete sorolja fel. Ez a jelzés csupán a megfogalmazás eredetét és a szerzői jogokat jelzi, nem szolgál a cikkben szereplő információk forrásmegjelöléseként.